# Michelle Stuart
Michelle Stuart (* 1933 in Los Angeles) ist eine US-amerikanische Malerin und Bildhauerin.

## Leben und Werk
Michelle Stuart wurde in Kalifornien geboren. Sie studierte an der California Institute of the Arts in Valencia (Santa Clarita). In Mexiko-Stadt assistierte sie Diego Rivera. 1953 traf Stuart auf einer Atelierparty den katalanischen Maler und politischen Cartoonisten José Bartoli, dessen Affaire mit Frida Kahlo kurz zuvor beendet wurde. Nach der Heirat ging das Paar zunächst zusammen nach Paris und vier Jahre später nach New York. Die Scheidung fand 1963 statt. Stuart nahm ein Studium der Archäologie und Anthropologie an der New School for Social Research auf.
In den späten 1960ern und Anfang der 1970er Jahre arbeitete Michelle Stuart mit Erde, Gestein und Ton. Durch die Bearbeitung der Rohmaterialien entstanden Abriebe, Pulverisierungen und Drucke auf Papierrollen, die unter dem Namen „scrolls“ bekannt wurden. Stuart brachte gleichzeitig eine Form von Land Art in die Galerien und erweiterte die Minimalistische Kunst um nichttraditionelle Materialien.
Auf den Rat von Charles Simonds und Robert Smithson hin ging sie nach Sayreville, Middlesex County in New Jersey, um dort farbige Erde und roten Ton zu finden. Weitere Reiseziele waren der amerikanische Westen, Copán in Honduras, Yucatán, die Galapagosinseln, die peruanische Wüste (bei Nazca), Neuseeland und die schottische Orkney Inselgruppe.
Mit monumentalen Zeichnungen in der Landschaft machte Stuart in den 1970er-Jahren auf sich aufmerksam. Ihre Werke erinnern an prähistorische Fels- und Scharrbilder wie etwa die Nazca-Linien in der Wüste bei Nazca und Palpa in Peru, das Uffington White Horse in Oxfordshire im mittleren Süden Englands oder die Petroglyphen in New Mexico. Stuart fertigt auch Skulpturen in der Größe eines Talismans. Sie nutzt Pflanzenteile, Samen, Archäologische Bruchstücke, Asche, Fossilien, Wachs, Marmor und Bronze. „Erdskulpturen“, Zeichnungen und Drucke gehören zu ihrem Gesamtwerk. Fotografie ist ein immer wiederkehrendes Medium.
Fundierte Kenntnisse auf den Gebieten Geschichte, Literatur, Astronomie, Biologie, Botanik, Anthropologie, Kartografie, und der angewandten Geologie, (Lagerstättenkunde und Exploration) sind eine Basis für das Werk von Michelle Stuart.
In den 1980er Jahren verlegte Stuart ihren Arbeitsschwerpunkt auf großflächige, gerasterte Malereien, bei denen Bienenwachs, Muscheln, Blüten, Blätter und Sand zu einer enkaustischen Oberfläche verarbeitet wurden. Die Zusammensetzung aus verschiedenen Fragmenten leistet der wechselnden Wahrnehmung sowohl der Details als auch der Gesamtheit Vorschub.
Für die Multimedia Installation Ashes in Arcadia (1988) stand Stuart ein eigener Raum im „Rose Art Museum“ in Waltham zur Verfügung. Sie hängte dort ein monumentales Relief und füllte den Raum mit Erde, Fossilien, Büchern, Gestein, Pflanzen, Glass, Metall und Asche. Der Gesang der Buckelwale begleitete die Installation.

## Frauenbewegung
Im Laufe der 1970er Jahre engagierte sich Michelle Stuart in der Frauenbewegung und nahm an den New Yorker Versammlungen professioneller Künstlerinnen und Kunsthistorikerinnen teil. 1976 unterstützte sie die Gründung von Heresies, einer feministischen Zeitschrift zu den Themen Kunst, Geschichte und Politik. Auch zu der Entstehung eines New Yorker Künstlerinnenverzeichnisses trug Michelle Stuart bei.

## Ausstellungstätigkeit
Michelle Stuart nahm an zahlreichen Gruppenausstellungen in Europa (u. a. documenta 6), Asien und den Vereinigten Staaten teil und richtete eine Vielzahl an Einzelausstellungen in renommierten Museen aus. Ihre Arbeiten befinden sich in den Sammlungen des Museum of Modern Art, dem Metropolitan Museum of Art, dem Whitney Museum of American Art in New York City, dem Art Institute of Chicago, dem Museum of Contemporary Art, Los Angeles, dem San Francisco Museum of Modern Art, dem Walker Art Center in Minneapolis, dem Los Angeles County Museum of Art, dem Museum of Contemporary Art (Chicago) und der National Gallery of Australia.

## Auszeichnungen
- 2009 The Peter S. Reed Foundation Grant für Malerei
- 1997 Richard M. Recchia Memorial Prize, National Academy Museum, New York
- 1995 American Academy in Rome, Stipendium, Rom
- 1994 Wahl zum Mitglied (NA) der National Academy of Design[6]
- 1992 American Academy of Arts and Letters Purchase Award
- 1990 New York City Art Commission: Excellence in Design Award, Tabula
- 1990 Birgit Skiold Memorial Trust Prize, 11th British International Print Biennale, England
- 1989 National Endowment for the Arts Grant, Malerei
- 1989 Art Gallery of Western Australia and Curtin University of Technology, Grant, Australien
- 1987 New York Foundation for the Arts, Artist’s Fellowship
- 1986–1987 Printmaking Workshop, Guest Artist Grant, New York
- 1985 Finnish Art Association Fellowship, Helsinki, Finnland
- 1980 National Endowment for the Arts Grant, Individual Artist
- 1977 National Endowment for the Arts Grant, Individual Artist
- 1975 Guggenheim-Stipendium
- 1975 National Endowment for the Arts Grant, Individual Artist
- 1975 New York State CAPS Grant (Malerei)
- 1974 Ford Foundation/Tamarind Institute Grant, Albuquerque
- 1974 MacDowell Fellowship